# Omvänd rasism
Omvänd rasism är idén att det förekommer rasism mot vita och grundar sig på en kritik mot användandet av positiv särbehandling, och liknande färgmedvetna politiska åtgärder, för att åtgärda rasliga ojämlikheter. Många experter och andra kommentatorer betraktar emellertid omvänd rasism som en myt snarare än en verklighet.  Begreppet används av konservativa rörelser i USA.
I en studie från 2011 visade sig vita människor i USA ha uppfattningen att dessa oftare är offer för rasism än exempelvis mörkhyade, och vara övertygade om att rasismen mot vita är ett större problem än rasism mot mörkhyade.

## Begrepp och innebörd
Omvänd rasism förutsätter att rasism som begrepp är väldigt likt definitionerna av fördomar och diskriminering, det vill säga tankar (fördomar) och handlingar (diskriminering) riktade mot en särskild grupp i samhället. Emedan omvänd rasism i sig själv antyder att det finns en dominant grupp i samhället, påstår användare av ordet, framför allt använt inom nationalistiska rörelser, att rasism går i båda riktningar oavsett vilken av grupperna man tillhör.
Enligt Svenska akademins Svensk ordbok är uttrycket "omvänd rasism" – som ett uttryck för icke-vitas nedvärdering av vita – felaktigt på grund av att den uttrycka rasismen inte är omvänd, utan är ett uttryck för rasism. Vidare menar man att uttrycket istället bör användas för att uttrycka fördomsfull uppvärdering av andra folkgrupper.

## Tillämpning
Uttryckets engelska motsvarighet har använts av republikaner som Ronald Reagan i Amerika. Begreppet myntades tidigare av den konservative journalisten James J. Kilpatrick som en del i en artikel om diskriminering mot en vit elev under antagningen i juridikstudier på University of Washington. Termen har använts av de som är kritiska till positiv särbehandling. 
I den amerikanska valrörelsen 1996 var 'omvänd rasism' ett centralt tema för Republikanerna i deras agitation mot positiv särbehandling.

## Kritik mot begreppet
Begreppet har kritiserats för utgångspunkten att rasism mot vita inte skulle vara rasism, och att rasism förutsätter att en minoritet drabbas av negativa institutionella effekter av en nedvärderande rasföreställning vilket ej är möjligt i en befolkning där t.ex. vita är i majoritet, samt för att ha effekten av att dölja eller förminska rasismen riktad mot icke-vita. Vissa forskare, särskilt inom kritisk rasteori och marxistisk teori, definierar rasism inte bara i termer av diskriminerande handlingar grundande i fördomar, utan också i termer av makthierarkier som skyddar intressena hos en dominerande eller överordnad grupp och aktivt diskriminerar en förtryckt eller underordnad grupp. Med detta perspektiv kan medlemmar av förtryckta grupper vara fördomsfulla mot medlemmar i en överordnad grupp, men de saknar den politiska och/eller ekonomiska makten att aktivt förtrycka dem, och de utövar därför inte "rasism".